# Penta-Acquatella
Penta-Acquatella (korsisch A Penta è Acquatella) ist eine französische Gemeinde im Département Haute-Corse auf der Insel Korsika. Sie gehört zum Arrondissement Corte und zum Kanton Golo-Morosaglia.

## Geografie
Die Gemeinde ist aus den Dörfern Penta und Acquatella zusammengesetzt. Diese befinden sich auf rund 400 Metern über dem Meeresspiegel im korsischen Gebirge. Die Nachbargemeinden sind
- Monte im Norden und im Osten,
- Casabianca im Süden,
- Ortiporio im Westen,
- Crocicchia im Westen und im Nordwesten.

## Bevölkerungsentwicklung
| Jahr      | 1962 | 1968 | 1975 | 1982 | 1990 | 1999 | 2006 | 2008 | 2012 |
| --------- | ---- | ---- | ---- | ---- | ---- | ---- | ---- | ---- | ---- |
| Einwohner | 112  | 112  | 71   | 53   | 37   | 40   | 42   | 42   | 36   |

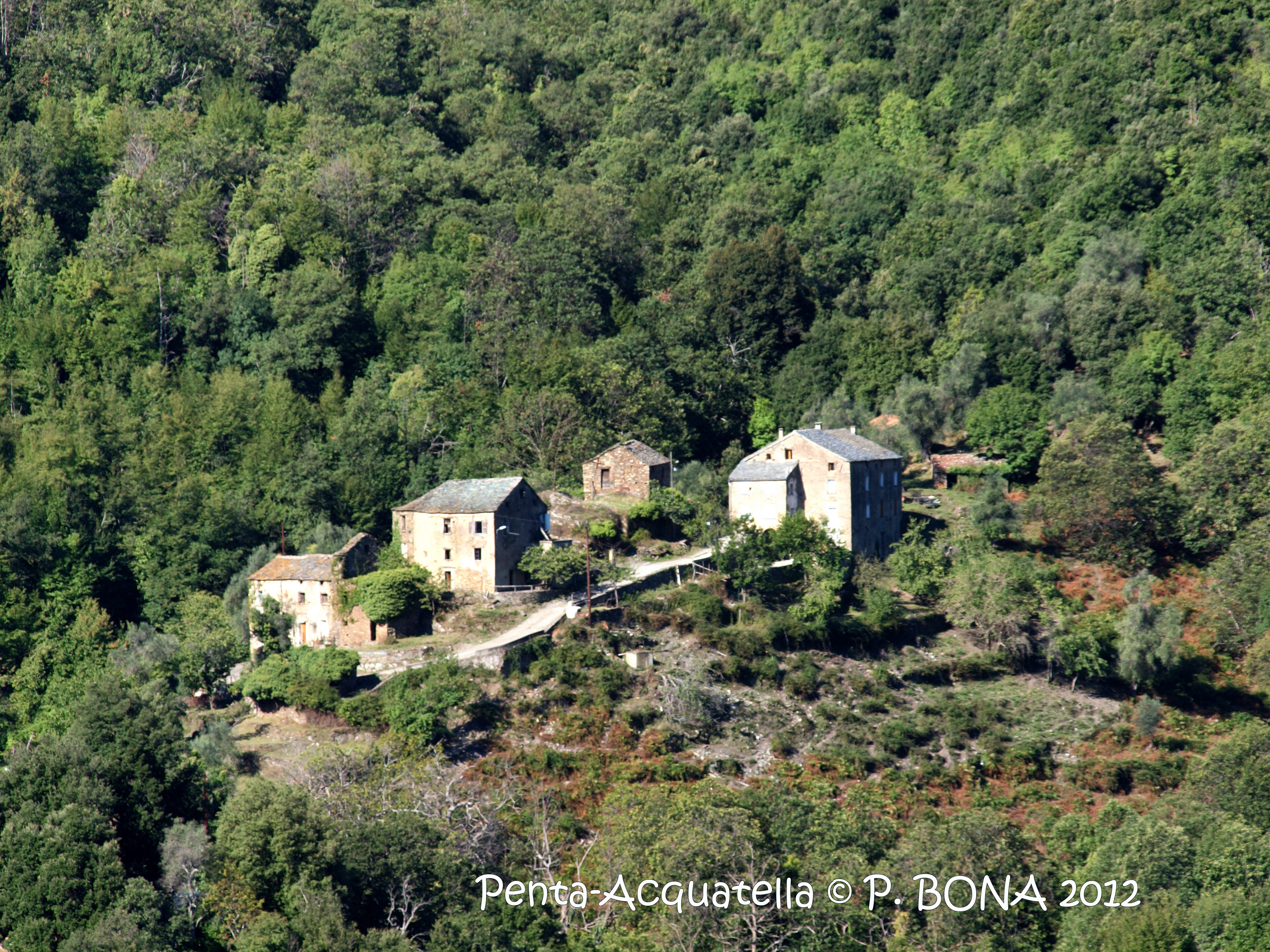
Östlich des Dorfes Acquatella gelegener Weiler
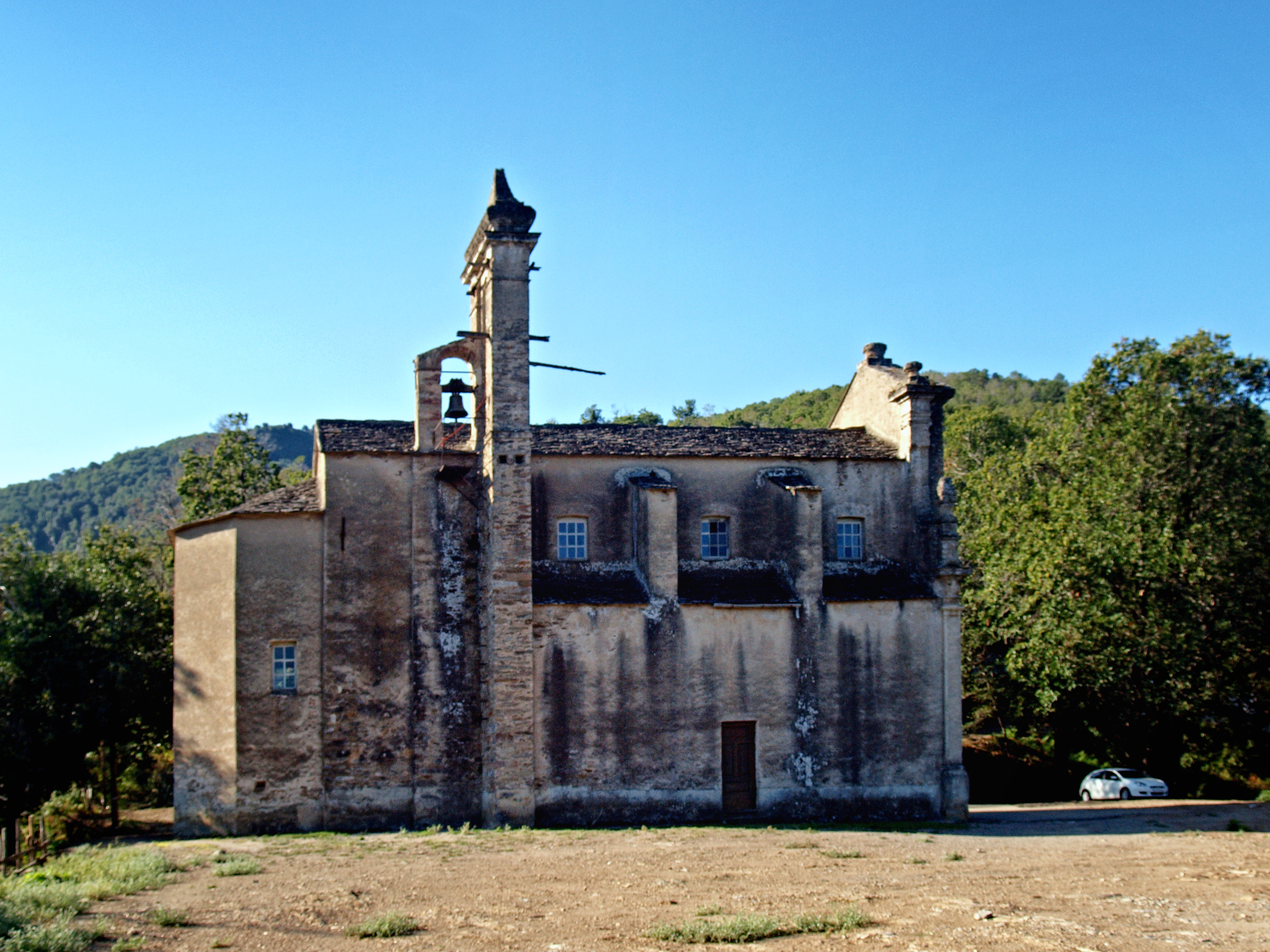
Mariä Geburtskirche (Église de la Nativité de la Vierge)
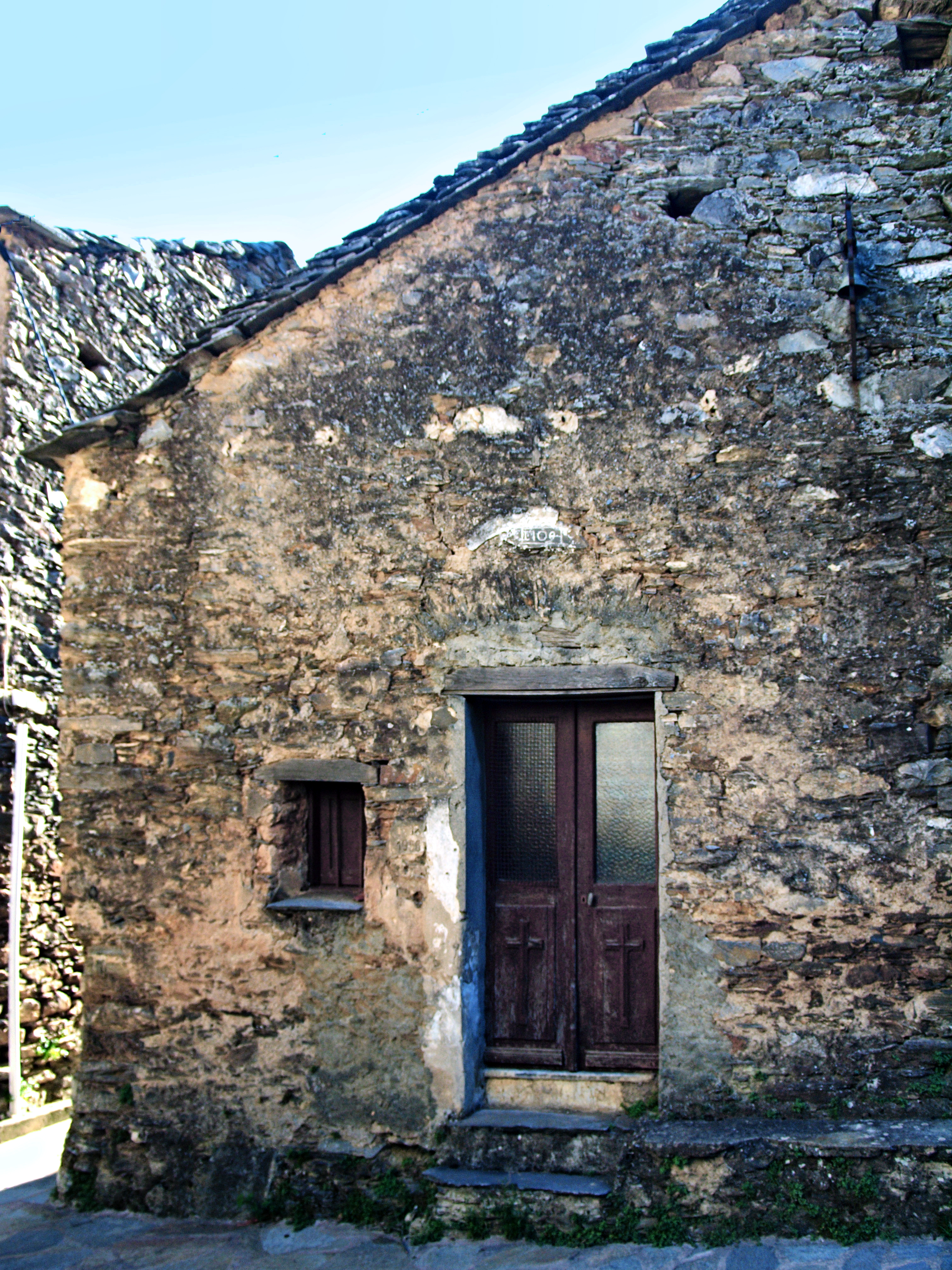
Kapelle Saint-Pascal